# Дювернуа, Николай Львович
Николай Львович Дювернуа (Duvernois) (29 октября [10 ноября] 1836, Москва — 18 апреля [1 мая] 1906, Санкт-Петербург) — русский историк права и юрист, заслуженный профессор, доктор гражданского права.

## Биография

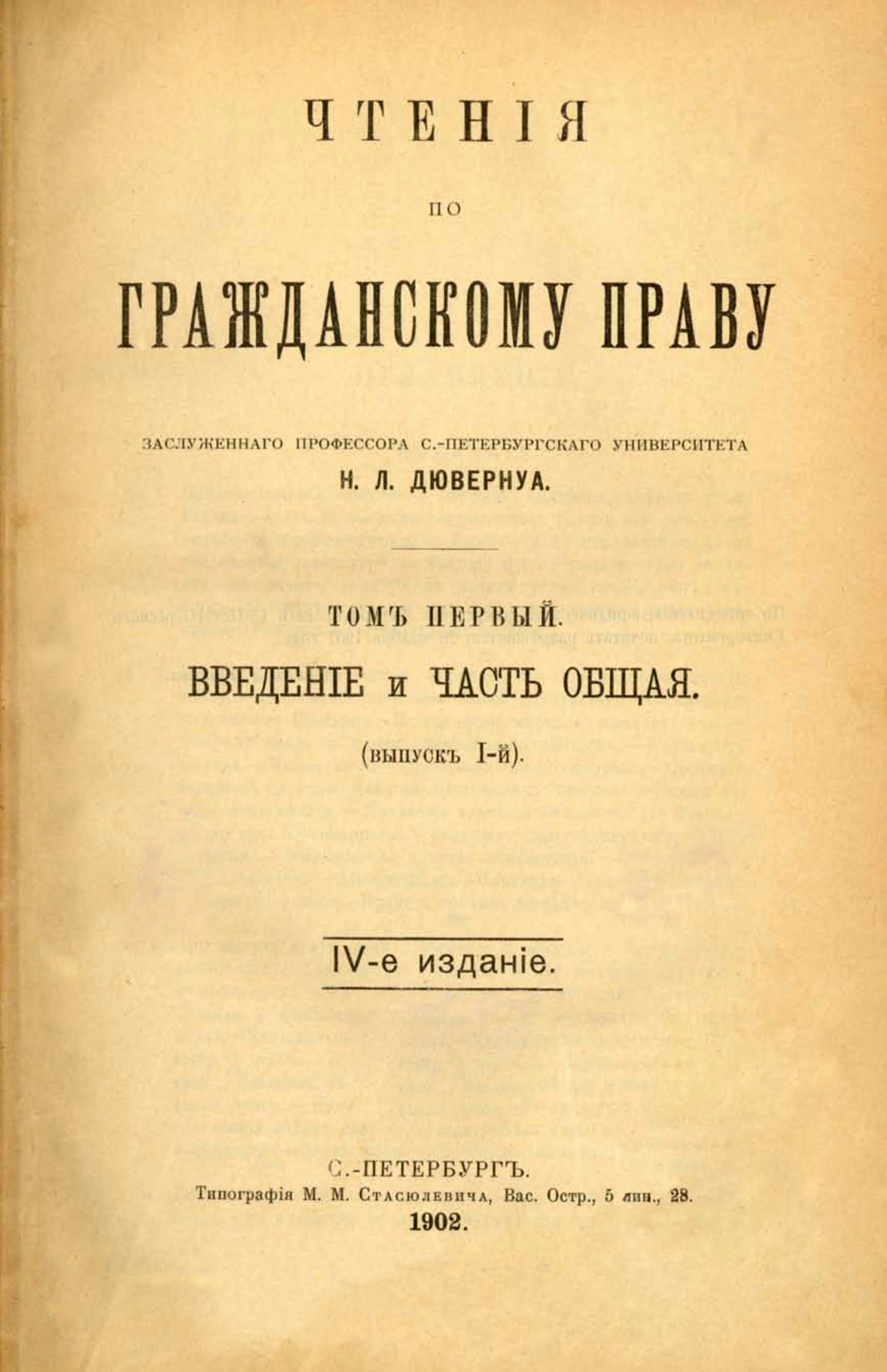
«Чтения по гражданскому праву»

Родился 29 октября (10 ноября) 1836 года в семье потомка, оставшегося в России в 1812 году француза — преподавателя французского языка Александринского сиротского института, вступившего в русское подданство в 1837 году. Старший брат лингвиста А. Л. Дювернуа.
Одиннадцати лет, после смерти отца, был принят в 4-ю московскую гимназию и в 1853 году окончил её курс с правом поступления в университет без экзаменов. В 1857 году окончил юридический факультет Московского университета и несколько лет работал в Москве: в 1859—1862 годах был помощником инспектора в Московском университете, в 1862—1865 годах преподавал законоведение в 1-й московской гимназии. В 1865—1866 годах слушал лекции Вангерова в Гейдельбергском университете.
В 1869 году защитил магистерскую диссертацию «Источники права и суд в древней России», где право он рассматривал как продукт, появившийся не благодаря «перу законодателя, а мудрости человеческого общения». Он считал юридический обычай исторической формой проявления права: благодаря обычаю «сложились все те начала, которые потом должны были перейти в законодательства», последующая деятельность которых заключалась не в «законном определении того, что до тех пор предоставлялось произволу, а в законном определении того, что прежде было выработано народной жизнью в форме обычного права». Обращение в рабство в «Русской правде» получало у Дювернуа естественное оправдание необходимостью обеспечить торжество правды и права: «если произносить одобрительное или неодобрительное суждений об явлениях исторической жизни, то, конечно, месть лучше безнаказанности убийства, рабство должника лучше неисполнения обязательства». Получил предложения преподавать русское гражданское право одновременно от трёх учебных заведений: Варшавского и Харьковского университетов и Демидовского юридического лицея. Принял приглашение последнего и был отправлен в командировку в Германию, но в связи с начавшейся франко-прусской войной уехал в Вену, где слушал Р. Иеринга, И. Унгера и К. Арндтса.
С 1871 по 1875 год Н. Л. Дювернуа преподавал в Демидовском юридическом лицее не русское гражданское право, как предполагалось, а римское право. В 1874 году в Новороссийском университете защитил докторскую диссертацию «Основная форма корреального обязательства. Историко-юридическое и критическое исследование по римскому праву» и в начале 1875 года переехал в Одессу, где стал читать лекции по римскому праву в Новороссийском университете; в 1875—1877 годах был деканом юридического факультета.
В 1881 году был приглашён на кафедру гражданского права юридического факультета Санкт-Петербургского университета. В 1882—1886 годах был секретарём факультета, а с 1885 года дополнительно стал преподавать римское право в Александровском лицее. В весеннем полугодии 1891 года юридический факультет возложил на профессора Дювернуа часть преподавания римского права ввиду болезни, а затем и кончины профессора Л. Б. Дорна. В 1892—1893 учебных годах факультет вновь возложил на него преподавание одной части догматического курса римского права (система вещных прав).
В последний период жизни занимался подготовкой к изданию произведения «Чтения по гражданскому праву». Первый выпуск этого труда — «Введение и часть общая» — издавался четырежды: четвёртое его издание вышло в свет в 1902 году. Второй выпуск — «Лица. Вещи» — был напечатан также в 1902 году. Третий выпуск — «Изменение юридических отношений. Учение о юридической сделке» — в 1905 году.
Умер 18 апреля (1 мая) 1906 года и был похоронен в профессорском уголке Новодевичьего монастыря.

## Основные труды
- Источники права и суд в Древней России: Опыты по истории русского гражданского права. — М.: Университетская типография, 1869. — 415 с. — (Антология юридической науки).
  - [репринт.] изд. — СПб.: Юридический центр Пресс, 2004. — 396 с. — ISBN 5-94201-345-4.
- Значение римского права для русских юристов — Ярославль: Тип. Г. В. Фальк, 1872. — 25 с.
- Основная форма корреального обязательства. Историко-юридическое и критическое исследование по римскому праву — Ярославль: Тип. Губ. правл., 1874. — 266 с.
- Из курса лекций по русскому гражданскому праву. — СПб.: Типография А. Е. Ландау, 1892. — 464 с.
- Введение; Учение о лице // Чтения по гражданскому праву / Под ред. и с предисл. В. А. Томсинова. — М.: Зерцало. — Т. 1. — 568 с. — (Русское юридическое наследие). — ISBN 5807801105.
- Учение о вещах; Учение о юридической сделке // Чтения по гражданскому праву / Под ред. и с предисл. В. А. Томсинова. — М.: Зерцало. — Т. 2. — 320 с. — (Русское юридическое наследие). — ISBN 5807801105.